# 孫履平
孫履平（1908年—？年） 。江蘇省阜甯縣人。民國37年（1948年）在海員工會當選第一屆立法委員。

## 生平[1]
- 畢業於香港大學文學系
- 牛津大學外交系通訊硏究班卒業
- 中華海員工會西文祕書
- 民二十三年，兼任外交部祕書
- 民二十四年兼駐滬辦事處副處長
- 淞滬警備司令部上校祕書
- 第三戰區第九集團軍少將聯絡官
- 外交部駐滬辦事處處長
- 重慶衞戍司令總部中將顧問
- 因涉嫌漢奸事實被關押在息烽集中營[2]
- 中華海員總工會理事兼常務理事
- 外交部駐滬辦事處顧問
- 立法委員，出席第一會期海事委員會(召集委員)、外交委員會、勞工委員會
- 民國39年明令通緝註銷名籍[3]，民國57年撤銷通緝[4]